# Mantova Sportiva 1937-1938
Questa pagina raccoglie le informazioni riguardanti la Mantova Sportiva nelle competizioni ufficiali della stagione 1937-1938.

## Stagione
In questa stagione il Mantova con 15 punti si è piazzato in penultima posizione.

## Rosa
| N. |                   | Ruolo | Calciatore          |
| -- | ----------------- | ----- | ------------------- |
|    | Italia (bandiera) | D     | Augusto Aldrighetti |
|    | Italia (bandiera) | C     | Franz Barbieri      |
|    | Italia (bandiera) | C     | Bruno Besutti       |
|    | Italia (bandiera) | A     | Bruno Braga         |
|    | Italia (bandiera) | D     | Giovanni Faccioli   |
|    | Italia (bandiera) | A     | Ermanno Frattini    |
|    | Italia (bandiera) | D     | Amedeo Grossi       |
|    | Italia (bandiera) | C     | Emilio Mantovani    |
|    | Italia (bandiera) | A     | Walter Mantovani    |
|    | Italia (bandiera) | C     | Giuseppe Marmiroli  |

| N. |                      | Ruolo | Calciatore        |
| -- | -------------------- | ----- | ----------------- |
|    | Italia (bandiera)    | C     | Pietro Menegazzi  |
|    | Italia (bandiera)    | C     | Napoleone Moretti |
|    | Italia (bandiera)    | C     | Guido Negri       |
|    | Italia (bandiera)    | C     | Achille Querci    |
|    | Italia (bandiera)    | A     | Bruno Romanelli   |
|    | Italia (bandiera)    | D     | Arcangelo Rubini  |
|    | Italia (bandiera)    | C     | Diego Vaini       |
|    | Italia (bandiera)    | P     | Ennio Vaini       |
|    | Argentina (bandiera) | A     | Riziero Vallari   |
|    | Italia (bandiera)    | D     | Walter Vergani    |

## Statistiche

### Statistiche di squadra
| Competizione | Punti | In casa | In casa | In casa | In casa | In casa | In casa | In trasferta | In trasferta | In trasferta | In trasferta | In trasferta | In trasferta | Totale | Totale | Totale | Totale | Totale | Totale | DR  |
| Competizione | Punti | G       | V       | N       | P       | Gf      | Gs      | G            | V            | N            | P            | Gf           | Gs           | G      | V      | N      | P      | Gf     | Gs     | DR  |
| ------------ | ----- | ------- | ------- | ------- | ------- | ------- | ------- | ------------ | ------------ | ------------ | ------------ | ------------ | ------------ | ------ | ------ | ------ | ------ | ------ | ------ | --- |
| Serie C      | ..    | ..      | ..      | .       | .       | ..      | ..      | ..           | .            | .            | .            | ..           | ..           | ..     | ..     | .      | .      | ..     | ..     | +.. |
| Coppa Italia |       | ..      | ..      | .       | .       | ..      | ..      | ..           | .            | .            | .            | ..           | ..           | ..     | ..     | .      | .      | ..     | ..     | +.. |
| Totale       |       | ..      | ..      | .       | .       | ..      | ..      | ..           | .            | .            | .            | ..           | ..           | ..     | ..     | .      | .      | ..     | ..     | +.. |

### Statistiche dei giocatori
| Giocatore  | Serie C  | Serie C | Coppa Italia | Coppa Italia | Totale   | Totale |
| Giocatore  | Presenze | Reti    | Presenze     | Reti         | Presenze | Reti   |
| ---------- | -------- | ------- | ------------ | ------------ | -------- | ------ |
| [[.\|. .]] | 0        | 0       | 0            | 0            | 0        | 0      |
| [[.\|. .]] | 0        | 0       | 0            | 0            | 0        | 0      |
| [[.\|. .]] | 0        | 0       | 0            | 0            | 0        | 0      |
| [[.\|. .]] | 0        | 0       | 0            | 0            | 0        | 0      |